# Ассія Джебар
Ассія Джебар (фр. Assia Djebar), власне Фатіма Зохра Імалаен, фр. Fatima-Zohra Imalayen, 30 червня 1936, Шершель — 6 лютого 2015, Париж) — алжирська письменниця і кінорежисерка. Основні теми її романів — Алжирська війна і становище жінки-мусульманки.

## Біографія і творчість
З 1980 року жила у Франції. Була членом Королівської академії французької мови і літератури Бельгії.
Більшість її творів — про труднощі жіночої долі з точки зору феміністки. Авторка романів «Жага» (1957), «Алжирські жінки на своїй половині будинку» (1980), «Любов, фантазія» (1985), «Далеко від Медіни» (1991), «Величезна в'язниця» (1995).
1969 року опубліковано п'єсу «Червона зоря», написану Ассією Джебар у співавторстві з Уахідом Карно. 40 персонажів об'ємної п'єси представляють практично все населення Алжиру часу війни за незалежність. З чотирьох головних героїв провідну роль відведено Поетові — сліпому оповідачу з мандоліною на площі провінційного містечка. Поет читає класичні вірші, чує на площі стрілянину й допомагає втекти юнакові, який застрелив передбачуваного зрадника. Юнак іде в гори, а Поет сам бере в руки зброю, вбиває одного з патрульних і після тортур піддається страті. 
У масштабному епічному романі «Любов, фантазія» (1985, включений в список 12 найкращих африканських книг XX століття) Ассія Джебар з'єднує два паралельних часових плани: історичну хроніку завоювання французами Алжиру в другій чверті XIX століття і особисту біографію героїні, яка живе під час Алжирської війни 1950-х років. Моторошні, жахливі сцени першої війни, що супроводжувалася винищенням цілих племен, вбивств матерями немовлят, накладаються на не менше жорстокі сцени другої війни, «відвоювання» алжирцями своєї землі. Поряд з голосом головної героїні роману, сумнівається в своїй ідентичності і відчуває відчуженість одноплемінника, в книзі звучать голоси багатьох алжирських жінок, «хор безсловесних рабинь, прорвав щільний морок мовчання». Поєднуючи часові та просторові плани, Джебар робить висновок, що Алжир заплатив страшну ціну за настання Нового часу, який супроводжувався і новим розумінням свободи, пробудженням самосвідомості нації і прагнення покінчити з будь-яким рабством — як зовнішнім, так і внутрішнім тиском традицій. За словами російського літературознавця Світлани Прожогін, «обидва оповідання присвячені загальній темі пробудження і змужніння людини, народу, нації, країни, духовного прориву з полону, з несвободи і рабства до прозріння, набуття власного „я“, власного голосу, права на власне життя» … 
У циклі новел «Оран, мертва мова» (1997) Джебар звертається до років після здобуття незалежності Алжиром, і показує, як ісламські фанатики викорінювали будь-які натяки на жіночу емансипацію: всі ті жінки, що отримали європейську освіту, або навіть просто насмілювалися зустрічатися в кафе з чоловіком, особливо часто ставали жертвами в роки фундаменталістського «терору». 
Героїнями роману «Непохована» (2002) стають убита французами партизанка, а потім її дочка, яка вирішує надалі боротися за Свободу. 

## Твори

### Романи
- «Спрага» (фр. La Soif), 1957
- «Нетерплячі» (фр. Les Impatients), 1958
- «Діти нового світу» (фр. Les Enfamts du Nouveau Monde), 1962
- «Наївні жайворонки» (фр. Les Alouettes naïves), 1967
- Poème pour une algérie heureuse, 1969
- Rouge l'aube
- «Любов, фантазія» (фр. L'Amour, la fantasia), 1985 (роман ввійшов до списку ста найкращих африканських книг ХХ століття)
- Ombre sultane, 1987
- Loin de Médine, 1991
- Vaste est la prison, 1995.
- «Білий колір Алжиру» (фр. Le blanc de l'Algérie), 1996.
- «Алжирські жінки в своєму домі» (фр. Femmes d'Alger dans leur appartement), 2002
- La femme sans sépulture, 2002
- La Disparition de la langue française, 2003
- Nulle part dans la maison de mon père, 2007

### Фільми
- La nouba des femmes du Mont Chenoua . 1 977
- La Zerda ou les chants de l'oubli , 1979

## Визнання
Лауреатка Міжнародної Нейштадтської літературної премії (1996), Премії миру німецьких книготорговців (2000) та інших нагород за досягнення в галузі літератури й кіно. Член Французької Академії (2005).